# Silvia Crosio
Silvia Crosio (Turín, 27 de abril de 1999) es una deportista italiana que compite en remo.
Ganó dos medallas en el Campeonato Mundial de Remo, en los años 2019 y 2022, y tres medallas en el Campeonato Europeo de Remo entre los años 2020 y 2024.

## Palmarés internacional
| Campeonato Mundial | Campeonato Mundial       | Campeonato Mundial | Campeonato Mundial  |
| Año                | Lugar                    | Medalla            | Prueba              |
| ------------------ | ------------------------ | ------------------ | ------------------- |
| 2019               | Ottensheim (Austria)     | Medalla de oro     | Cuatro scull ligero |
| 2022               | Račice (República Checa) | Medalla de oro     | Cuatro scull ligero |
| Campeonato Europeo |                          |                    |                     |
| Año                | Lugar                    | Medalla            | Prueba              |
| 2020               | Poznań (Polonia)         | Medalla de oro     | Cuatro scull ligero |
| 2022               | Múnich (Alemania)        | Medalla de oro     | Cuatro scull ligero |
| 2024               | Szeged (Hungría)         | Medalla de bronce  | Doble scull ligero  |